# Richard Hely-Hutchinson (1er comte de Donoughmore)
Richard Hely Hely-Hutchinson (29 janvier 1756 - 22 août 1825) est un pair et homme politique irlandais. 

## Biographie

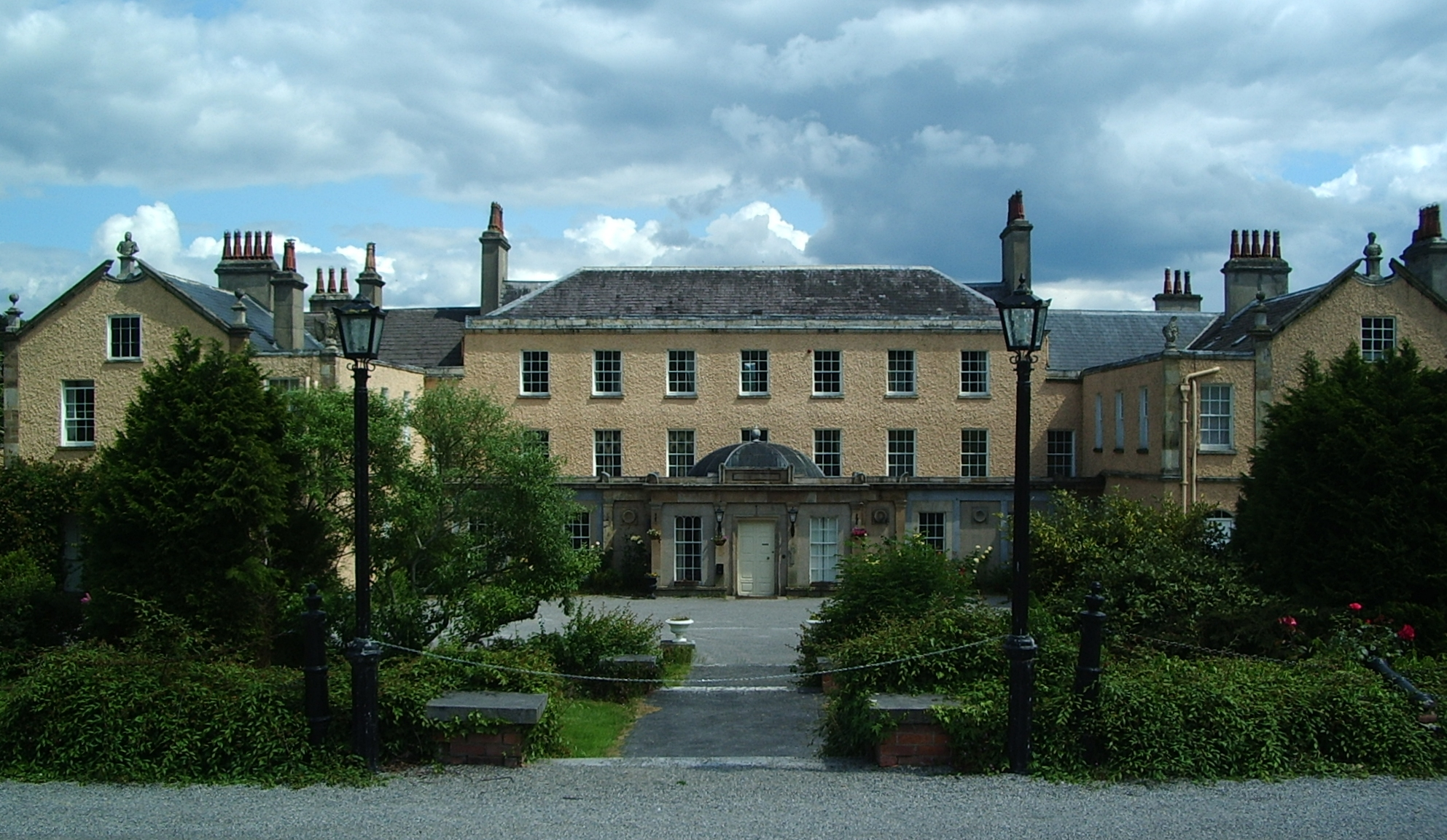
Knocklofty House, Clonmel, comté Tipperary

Il est le fils de John Hely-Hutchinson (1724-1794) et Christiana Hely-Hutchinson (1re baronne Donoughmore). En 1776, il est député à la Chambre des communes irlandaise pour deux circonscriptions différentes. Il siège à l'Université de Dublin en 1778 et à Sligo Borough en 1783. Par la suite, il représente Taghmon, comté de Wexford, de 1783 à 1788, date à laquelle il succède à sa mère. En 1789, il est élu grand maître de la Grande Loge d'Irlande, poste qu'il occupe jusqu'en 1813. 
Il commande le bâtiment vers 1790 pour la maison Knocklofty de style géorgien près de Clonmel dans le comté de Tipperary. Il est créé vicomte Donoughmore, de Knocklofty, comté Tipperary (Pairie d'Irlande), le 20 novembre 1797, avec un reste spécial pour les descendants masculins de sa mère et, en 1800, comte de Donoughmore. Il est l'un des 28 pairs représentant irlandais d'origine et un défenseur de l'émancipation catholique. Il est créé, en 1821, vicomte Hutchinson (dans la pairie du Royaume-Uni) et obtient ainsi un siège héréditaire à la Chambre des lords. 
Il occupe le poste de lord-lieutenant de Tipperary et de Lord Treasurer's Remembrancer Court of Echiquier (Irlande).